# Zakład Górniczy Brzeszcze
Das Steinkohlenbergwerk Brzeszcze (poln. Zakład Górniczy Brzeszcze) ist ein aktives Steinkohlenbergwerk im gleichnamigen Ort in Polen. Es wird von der TAURON Wydobycie S.A., einer Tochtergesellschaft des polnischen Energiekonzerns Tauron Polska Energia, betrieben.

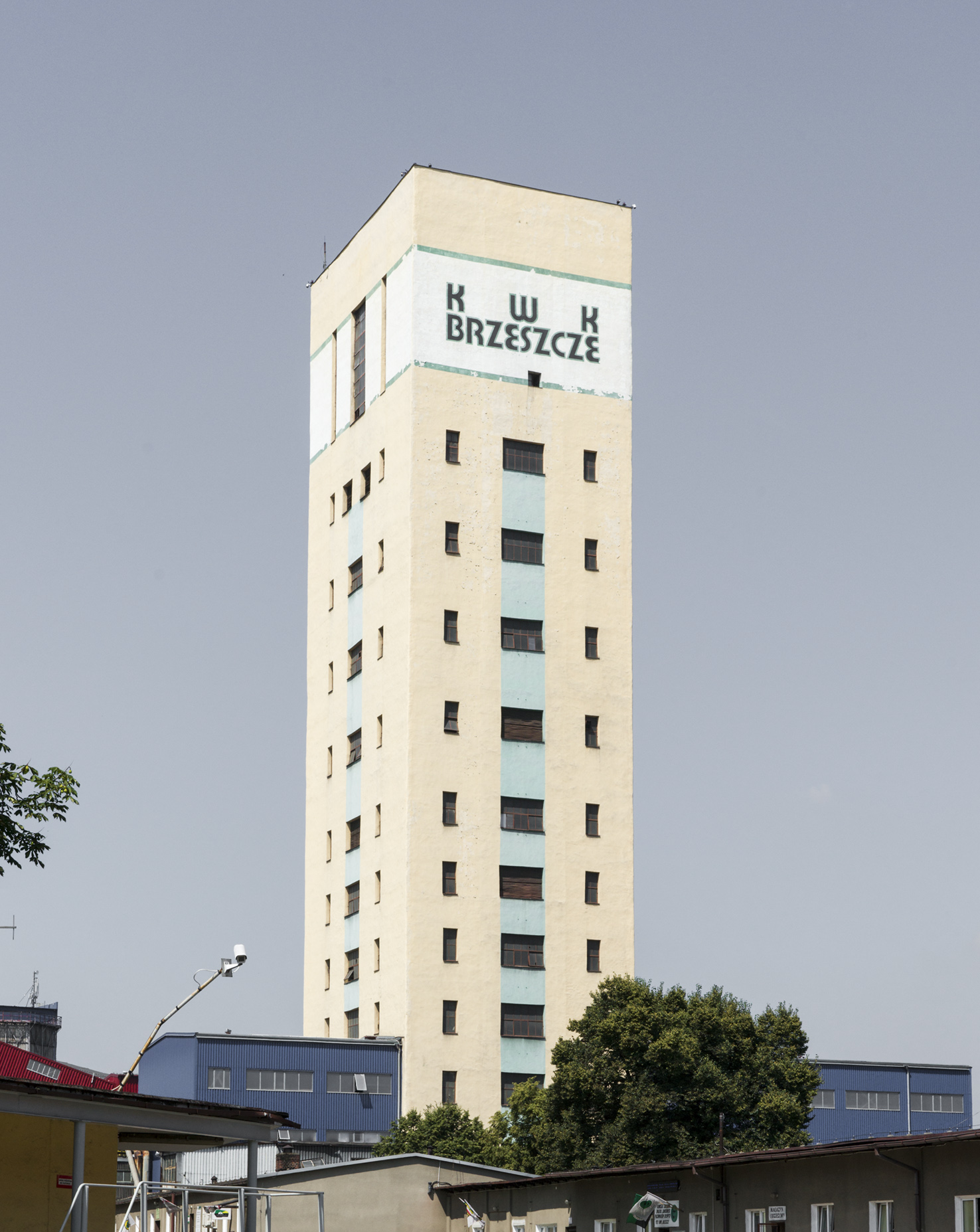
Betonturm Schacht V

## Geschichte
Die Geschichte des Bergwerks Brzeszcze (Lage) geht auf das Jahr 1898 zurück, als der Krakauer Rechtsanwalt, Unternehmer und Financier Dr. Arnold Chaim Rapoport Probebohrungen auf Kohle in der Nähe der Kaniów, Skidziń und Brzeszcze vornehmen ließ und in Tiefen von 56 und 78 Metern auf Steinkohle stieß. Dies führte zur Mutung der Felder „Bronislaw“, „Lucy“, „Felicia“ und „Eugenia“. Schon fünf Jahre später war Schacht „Andrzej I“ abgeteuft und eine erste Sohle bei 109 Metern aufgefahren. Auch wurden Tagesanlagen errichtet und Wohnhäuser für die Beschäftigten erstellt.
In den folgenden Jahren stieg sie Kohlenförderung von 41.226 auf 193.904 Tonnen und die Zahl der Beschäftigten von 446 auf 1.225. Das Bergwerk erhielt einen Bahnanschluss, einen zweiten Schacht und eine neue Sohle in 190 m Teufe. Im Jahr 1913 gelangte das Bergwerk in den Besitz des Staates Österreich-Ungarn. Da der Ausbruch des Ersten Weltkriegs die Nachfrage nach Steinkohle stark ansteigen ließ, wurde 2 km südlich der Hauptanlage „Schacht Andrzej III“ (Lage) abgeteuft und die Produktion auf 330.000 gesteigert.
Am 3. November 1918 übernahm die polnische Staatskasse die Zeche; sie war während der zweiten Republik die einzige im Staatsbesitz und stand unter der Leitung des Ministeriums für Industrie und Handel. In diese Phase fiel die Erweiterung von "Schacht III" zur Doppelschachtanlage III/IV. Trotz wirtschaftlicher Schwierigkeiten und einer hohen Streikbereitschaft der Belegschaft wurden in den Jahren 1918 bis 1923 erhebliche Investitionen getätigt, z. B. in eine neue Kesselanlage, eine neue Sortierung und elektrisch betriebene Kettenförderer, die lange Strebfronten ermöglichten.
Die Weltwirtschaftskrise brachte auch hier erhebliche Einschnitte mit sich. So sank die Produktion von 1,5 Mio. Tonnen jährlich auf nur noch 704.000 im Jahr 1938. Im September 1939 wurde sie im Rahmen der deutschen Besetzung von den Reichswerken Hermann Göring übernommen und während des Krieges rücksichtslos ausgebeutet. Zwangsarbeiter, Häftlinge und Kriegsgefangene wurden eingesetzt und die Förderung bis 1943 auf 1,7 Mio. Tonnen gesteigert. Am 18. Januar 1945 wurde das Bergwerk nach dem Rückzug der deutschen Truppen durch polnische Arbeiter befreit und gesichert.
In der Nachkriegszeit wurden die 512- und die 640-Meter-Sohle aufgeschlossen und die Förderung auf „Schacht V“ (Betonturm mit Skipförderung) zusammengefasst. Zusätzlich wurden die Tagesanlagen durchgreifend renoviert, so dass die Produktionskapazität von 6.453 bis 12.729 Tonnen pro Tag verdoppelt werden konnte. In den 80er Jahren wurde der Materialschacht „Andrzej VIII“ bis zu einer Tiefe von 1040 Meter abgeteuft. Im Jahr 2000 wurde der Bau des Wetterschachtes „Andrzej IX“ (Lage) abgeschlossen, so dass ab 2002 die Frischwetterzufuhr eine Kapazität von 20 Tausend m³/min erreichte.
Von 1993 bis 2003 gehörte das Bergwerk der Nadwiślańska Spółka Węglowa, bevor es zur Kompalnia Węglowa SA in Katowice kam. Von 2005 bis 2010 kam es zu einer Fusion mit dem Bergwerk Silesia, bevor diese nach nur 5 Jahren schon wieder beendet wurde.
Als hoch defizitär arbeitendes Bergwerks (−247,23 zł pro Tonne Steinkohle 2014) wurde es am 4. Mai 2015 aus der KWSA ausgegliedert und der Spółki Restrukturyzacji Kopalń zugeordnet. Die damit verbundenen Stilllegungspläne wurden jedoch nicht verwirklicht. Vielmehr kam es zum 1. Dezember 2016 zu einer Übernahme durch den TAURON-Konzern.

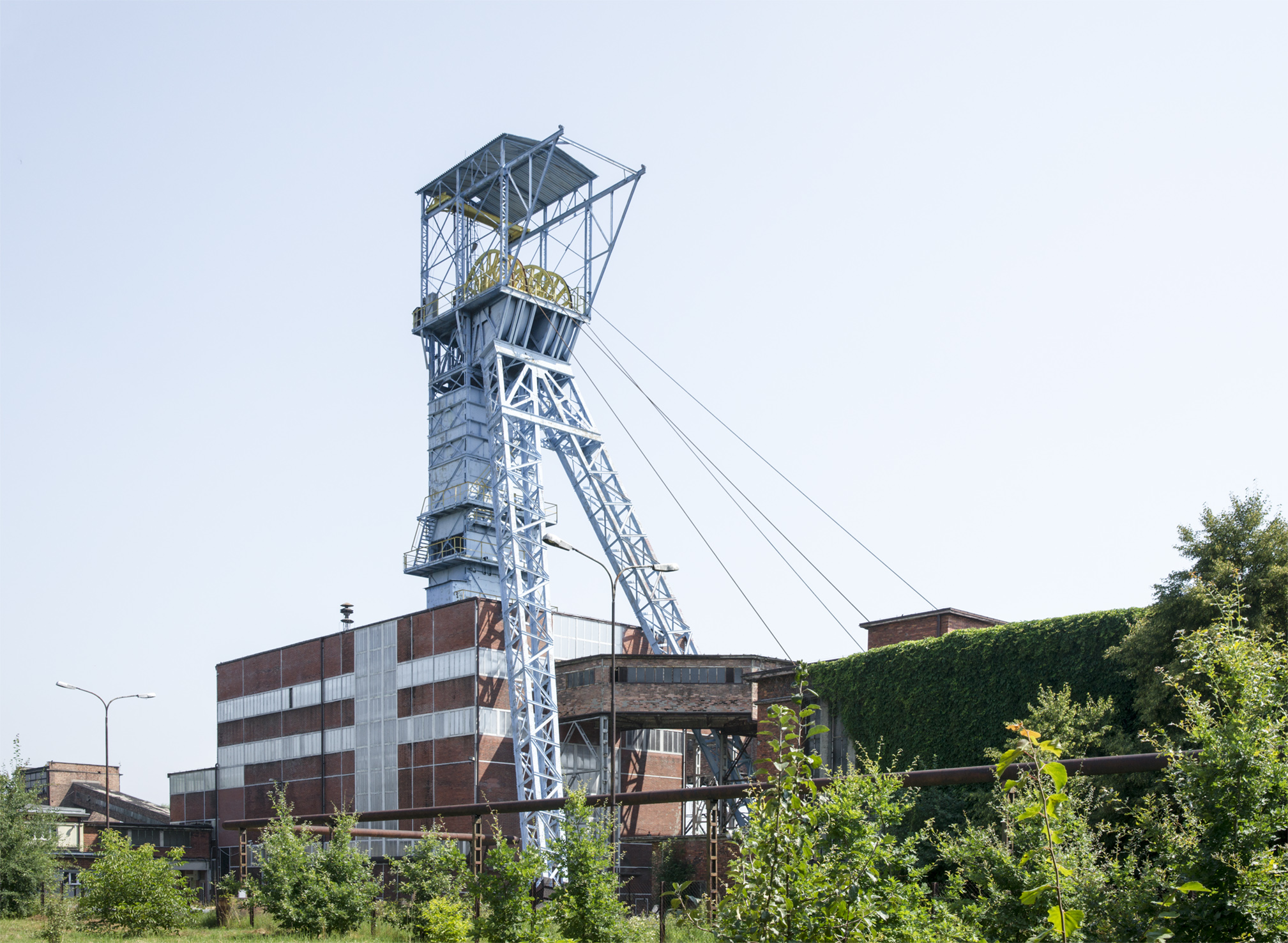
Schacht III

## Gegenwart
Das Bergwerk beschäftigte in der ersten Jahreshälfte 2014 insgesamt 2.247 Arbeiter und Angestellte und förderte 1,2 Mio. t Kohle pro Jahr. Seine Kohlereserven belaufen sich auf 312,7 Millionen Tonnen, von denen derzeit 66,2 Mio. Tonnen erschlossen sind und die sich durch einen sehr geringen Schwefelgehalt auszeichnen. Man rechnet derzeit mit einer Lebensdauer von etwa 33 Jahren.
Auf dem Hauptgelände befinden sich vier Schächte (Andrzej I, II, V und VIII; dabei V Betonturm mit Skipförderung), auf einem eigenständigen und 2 km weiter südlich gelegenen Gelände die Doppelschachtanlage III/IV (scheint derzeit nicht in Betrieb zu sein). Außerdem existieren mindestens zwei ausziehende Wetterschächte, nämlich Andrzej VI und IX. Die Berechtsame beträgt 26,9 km².

## Förderzahlen
1913: 170.964 t; 1938: 704.315 t; 1970: 1,93 Mio. t; 1979: 3,40 Mio. t; 2014: 1,2 Mio. t